# Looking for Nicolas Sarkozy
 (octobre 2024).
Si vous disposez d'ouvrages ou d'articles de référence ou si vous connaissez des sites web de qualité traitant du thème abordé ici, merci de compléter l'article en donnant les références utiles à sa vérifiabilité et en les liant à la section « Notes et références ».
Pour plus de détails, voir Fiche technique et Distribution.
Looking for Nicolas Sarkozy  est un documentaire français réalisé par William Karel, sorti en 2011.
Le film présente le regard de dix-huit correspondants étrangers sur Nicolas Sarkozy pendant sa présidence. Son titre en français est : Portrait d'un inconnu, Nicolas Sarkozy.
En France, il a été diffusé le 21 décembre 2011 sur Arte et réalise 4,6 % de part d'audience.

## Liste des correspondants
1. Ayac he Derradji Al Jazeera (Algérie)
2. Charles Bremner The Times (Royaume-Uni)
3. Jean-Philippe Schaller TSR (Suisse)
4. Steven Erlanger The New York Times (États-Unis)
5. Stefan Simons Der Spiegel (Allemagne)
6. John Liechfield The Independent (Royaume-Uni)
7. Sophie Pedder The Economist (Royaume-Uni)
8. Stephan Merseburger ZDF (Allemagne)
9. Marie-Roger Biloa Africa international
10. Octavi Marti El Pais (Espagne)
11. Alberto Toscano Panorama (Italie)
12. Joëlle Meskens Le Soir (Belgique)
13. Zheng Ruolin Wen Hui Bao (Chine)
14. Joav Toker Aroutz 1 (Israël)
15. Angela Charlton APTN (États-Unis)
16. Vadim Glusker NTV (Russie)
17. Alberto Romagnoli RAI (Italie)
18. Christian Fraser BBC (Royaume-Uni)